# Vechtkunst
Een vechtkunst (ook wel "strijdkunsten" of "krijgskunsten" genoemd) is een geheel van vechttechnieken en -tradities.
De term vechtkunst roept vooral associaties op met oosterse vechtsporten als judo, karate, Pencak silat en kungfu, maar ook westerse sporten als worstelen en boksen zijn vechtkunsten.

## Achtergrond
Vechtkunsten zijn al zeer oud. De eerste tekenen van systematische training in bepaalde manieren van vechten dateren van het eerste millennium voor Christus.
Vechtkunsten berusten altijd op hetzelfde principe: het met behulp van fysieke kracht of middelen een tegenstander verslaan, en tegelijkertijd jezelf verdedigen tegen een fysieke aanval.
Veel oosterse vechtkunsten komen voort uit religies als het Shintoïsme, het Taoïsme en het Zenboeddhisme. Andere vechtkunsten zijn gebaseerd op een erecode. Oosterse vechtkunsten kunnen daarnaast ook zaken als meditatie of alternatieve geneeswijzen, zoals acupunctuur, omvatten. Verder kunnen vechtkunsten nauw zijn verbonden met bepaalde dansen. Vechtkunsten worden vaak aangewend ter zelfverdediging en dus niet om aan te vallen.
De Engelse term martial arts is uitgebreider dan de Nederlandse term vechtkunst en kan naar elke techniek van vechten en oorlogvoering verwijzen. De term stamt uit de 16e eeuw en refereerde oorspronkelijk aan Europese manieren van vechten zoals schermen en andere vormen van duels.

## Groepen
Vechtkunsten zijn ruwweg onder te verdelen in drie groepen: 
- Slag: vechtkunsten die de nadruk leggen op slag- en traptechnieken. Voorbeelden zijn talrijke vormen van boksen en kickboksen, zoals Engels, Frans en Thaiboksen, of karate, tae kwon do en andere
- Worstelen: vechtkunsten die de nadruk leggen op het vastgrijpen en neerleggen van de tegenstander door middel van werptechnieken en worpen, meestal met behulp van houdgrepen en/of wurgingen waarbij de luchtpijp of bloedtoevoer naar de hersenen wordt afgesneden. Voorbeelden zijn judo, sambo, sumo, Braziliaans jiujitsu en greco-romaans worstelen
- Wapens: vechtkunsten waarbij men met wapens vecht, zoals kendo en schermen. Dit kan gaan van een simpele stok tot stalen replicas van echte zwaarden, schilden en speren
- Hybride vormen: verschillende krijgskunsten zijn een mix van deze factoren zoals kungfu, jiujitsu, Pencak silat en historisch schermen

Verder zijn er nog andere onderverdelingen te maken op basis van intensiteit.
- Non contact: hierbij wordt er geen contact met de tegenstander gemaakt. Voorbeelden zijn Tai Chi en vechtsporten die enkel Kata-vormen gebruiken.
- Medium contact: contact met de tegenstander is toegestaan, hetzij in beperkte mate of beperkte intensiteit.
- Full contact: contact met de tegenstander is toegestaan en kan hevig en intens zijn. Afhankelijk van de stijl kan meer of minder beschermingsuitrusting gebruikt worden.